# Podalia walkeri
Podalia walkeri is een vlinder uit de familie van de Megalopygidae. De wetenschappelijke naam van de soort is voor het eerst geldig gepubliceerd in 1882 door Berg.